# It Had to Be You
«It Had to Be You» — песня Ишама Джонса на слова Гаса Кана.
Записывалась множеством исполнителей.

## Сюжет
Сайт Songfacts кратко резюмирует содержание песни так:
Если бы человек, от лица которого исполняется вечнозелёная баллада Ишама Джонса и Гаса Кана, искал идеальную женщину, он, возможно, никогда бы не нашёл «ту самую». Он признаёт, что его возлюбленная может иногда вести себя злобно и слишком командовать, но он любит её несмотря на недостатки.

## Версия из кинофильма «Когда Гарри встретил Салли»
Сайт Songfacts рассказывает:
Синатра исполнял эту песню с оркестром Томми Дорси в начале 40-х — до того как начал сольную карьеру, — но до альбома 1980 года Trilogy: Past Present Future никогда её ни в один свой альбом не включал. [Именно] эта версия (аранжировка Билли Мэя) была использована в ключевой сцене близко к финалу романтической комедии «Когда Гарри встретил Салли», когда Гарри гуляет по Нью-Йорку в канун Нового года. Для альбома с саундтреком к этому фильму песню записал Гарри Конник младший, за что получил «Грэмми» в номинации «Лучший мужской джазовый вокал».

## Признание
Американский институт киноискусства поместил эту песню на 60-е место своего списка ста лучших песен из американских кинофильмов. (Исполнителями указаны два человека — Фрэнк Синатра и Гарри Конник младший, чьи версии звучат, соответственно, в самом фильме и на альбоме с саундтреком к нему.).